# Lucie Baud
Pour les articles homonymes, voir Baud.
Lucie Baud, née le 23 février 1870 à Saint-Pierre-de-Mésage et morte le 7 mars 1913  à Tullins (Isère), est ouvrière tisseuse en soierie et syndicaliste, à Vizille près de Grenoble, puis à Voiron — communes situées dans le département français de l'Isère.
Elle fonde notamment un syndicat d'ouvrières et ouvriers en soierie et organise des grèves afin de faire augmenter les salaires. Elle est également l'auteure d'un témoignage écrit sur la vie et les combats des ouvrières tisseuses de soie de sa région.

## Biographie

### Enfance et entrée dans le monde du travail
Issue d'une famille de paysans pauvres dans la région grenobloise, Lucie Baud, naît Lucie Marie Martin (le 23 février 1870,), à Saint-Pierre de Mésage ; ses parents ont alors 20 et 21 ans et elle est leur premier enfant. Son père, Joseph Martin, possède quelques champs et fait le charron, tandis que sa mère, Émilie Chambaz, est ouvrière dans l'entreprise Durand Frères, une usine textile du lieu-dit Péage-de-Vizille — sur la commune de Vizille et à proximité de Saint-Pierre de Mésage.
Lucie Baud va à l'école faite par les religieuses, obtient son certificat d'études primaires, puis elle devient ouvrière tisseuse de soie dans l'usine où travaillait sa mère, à l'âge de 12 ans,,. L'usine compte alors environ 600 à 800 ouvrières,. Le contexte historique est celui d'un fort développement et l'industrialisation du tissage de la soie, influencé par les soieries lyonnaises (la région grenobloise est relativement proche de la région lyonnaise) : les usines, mécanisées, profitent de la force motrice de l'eau des rivières et emploient essentiellement de la main-d’œuvre féminine issue des campagnes proches ou du Piémont italien. Ces ouvrières sont souvent logées dans des internats, sous la houlette de religieuses ; elles vivent dans la pauvreté et avec des repas médiocres, pour des journées de 12 à 13 heures rémunérées à la tâche. Elles doivent surtout surveiller les métiers à tisser et rattacher ou remettre en place les fils cassés ou déplacés, au rythme des machines. Les procédés mécaniques évoluent et les cadences augmentent, d'un côté, tandis que la plus grande productivité permise par les machines est le prétexte de certains employeurs pour diminuer les salaires des ouvrières et ouvriers. À cette époque, les jeunes filles ne deviennent souvent ouvrières que pour quelques années, jusqu'à ce qu'elles se marient et aient des enfants. À 18 ans, Lucie Baud entre à l'usine Duplan, également à Vizille. Le géographe André Allix (1889-1966) indique qu'entre 1890 et 1900, les différentes usines de tissage de soieries de la région de Vizille comptent plus de 1 600 employés dont 1350 ouvrières et que, par ailleurs, de grands changements ont lieu dans le matériel sur cette période.

### Mariage et famille
Elle se marie à 21 ans, le 14 octobre 1891, avec Pierre Jean Baud, veuf de vingt ans son aîné, garde-champêtre de Vizille et dont la famille est voisine des Martin. Les Baud ont alors une réputation de libre-pensée — qui a peut-être déplu aux parents de la mariée, selon Michelle Perrot. Par ailleurs, ce mariage est aussi pour la jeune femme une petite promotion sociale et le couple habite dans le logement de fonction du garde-champêtre, à Vizille. Trois enfants naissent : Alexandrine (1892-1959), Pierre Auguste (1897-1898) et Marguerite (1900-1922) ; Lucie Baud continue de travailler en usine dans l'entreprise Duplan. Pierre Baud meurt à 52 ans, en 1902.

### Syndicalisme
Lucie Baud est veuve à 32 ans, avec deux enfants à charge, et doit quitter le logement de fonction du garde-champêtre. Quatre mois après le décès de son mari, elle fonde en novembre 1902 le Syndicat des ouvriers et ouvrières en soierie du canton de Vizille, dont elle devient secrétaire,,,,. Ce syndicat tentera de s'opposer à la diminution des salaires due à la mécanisation des techniques de tissage de la soie.
En août 1904, elle est la seule femme à participer en tant que déléguée syndicale au 6e congrès national de l'industrie textile à Reims,. Sa présence est saluée et elle est à la tribune en tant qu'assesseur, mais on ne lui donne pas la parole,. Par ailleurs, lors de ce congrès, le travail des femmes n'est pas abordé.
En 1905, elle déclenche la grève à l'usine Duplan de Vizille,, ; la grève s'étend à d'autres usines et dure 104 jours (du 6 mars au 30 juin). Le 1e mai, un meeting à Grenoble rassemble plusieurs orateurs, dont Lucie Baud, Eugène David, Louis Ferrier et Alexandre Luquet de la CGT, qui expliquent « le sens de la lutte ». Les tisseuses de soie protestent notamment contre des cadences de travail qui doivent passer de treize à quatorze heures par jour. Les apprenties sont alors au travail dès l'âge de douze ans. Les commerçants, d'abord hostiles à ce mouvement, soutiennent ensuite les quelque 200 grévistes, notamment en les nourrissant. Lucie Baud demande à parler au patron de l'entreprise Duplan, alors sur la Côte d’Azur, ce qui advient avec la médiation du maire de Vizille dans une entrevue à la mairie rapportée dans les journaux locaux de l'époque. Le mouvement de grève échoue, malgré quelques concessions de l'employeur, et Lucie Baud est licenciée,, comme 150 autres ouvrières. Le syndicat qu'elle avait créé restera en place malgré son départ, jusqu'en 1914.
Licenciée, elle est contrainte de quitter Vizille — avec toutefois un banquet d'hommage et des cadeaux de la part des syndicats ouvriers locaux — et elle est embauchée à Voiron, à 30 km de là, dans une usine comptant environ 1500 ouvrières de la soie dont très peu de syndiquées. Elle joue à nouveau un rôle de premier plan dans la grève de 1906,,,, qui s'étend à la région, sans en être la meneuse (ce sont les syndicats) mais en enrôlant les ouvrières italiennes par le biais du militant italien Charles Auda venu de Lyon,. La grève est agitée et la gendarmerie puis l'armée viennent occuper Voiron,. Mais cette grève dite du « 1er mai » est un semi-échec, — apportant toutefois quelques améliorations aux conditions de travail des femmes dans les soieries dauphinoises, selon le Maitron — et Lucie Baud est à nouveau renvoyée. Découragée, elle fait, en septembre 1906, une tentative de suicide qui la défigure,,,, ; le journal local qui relaie l'information relève que la population de la ville a de l'estime pour elle et en est émue.
Elle déménage à nouveau et s'installe à Tullins, non loin de Voiron. Les historiens ont peu d'informations sur sa vie ultérieure. Son témoignage sur la vie des ouvrières de la soie dans la région de Vizille paraît en 1908.

### Mort et sépulture
Elle meurt à l'âge de 43 ans, le 7 mars 1913.
Elle est enterrée au cimetière de Fures, à Tullins. Bien qu'elle soit née en 1870, sa tombe indique les dates « 1871-1913 ». Cependant, après vérification, Michelle Perrot indique que cette inscription est une « coquille lithographique ».

## Postérité
Son rôle syndical aurait été oublié sans son témoignage écrit intitulé Les tisseuses de soie dans la région de Vizille, publié en 1908 dans la revue Le Mouvement socialiste,,, d'Hubert Lagardelle — qualifiée de « revue de jeunes intellectuels parisiens, relativement prestigieuse » par l'historienne Michelle Perrot, qui interroge la présence dans ces pages de cet article « simple mais raffiné » écrit par Lucie Baud, parmi des signatures bien plus renommées —, repris intégralement et présenté par Michelle Perrot dans Le Mouvement Social d'octobre-décembre 1978 (no 105). De plus, selon Francine Muel-Dreyfus en 2013, l'article de Lucie Baud est un « témoignage remarquable sur un très important secteur du travail des femmes du Sud-Est du pays jusqu’à la première guerre mondiale et sur les grèves nombreuses qu’il a connues ».
Selon Michelle Perrot, Lucie Baud est mentionnée par l'historienne Madeleine Guilbert dans son ouvrage Les femmes et l'organisation syndicale avant 1914 (1966),.
L'un de ses petits-fils a été combattant du Vercors durant la Seconde Guerre mondiale.

## Filmographie
- Mélancolie ouvrière, téléfilm biographique (adapté de l'essai du même nom, de Michelle Perrot[18]) de Gérard Mordillat, 2018[5] ; Lucie Baud y est incarnée par Virginie Ledoyen[9].